# Presežna vrednost
Presežna vrednost in profit strogo gledano nista sopomenki. Profit je presežek prihodkov nad izdatki, pri čemer pa izvor profita ni jasno definiran; ugodne tržne razmere, na primer, vplivajo na individualni profit, ampak nimajo neposrednega vpliva na presežno vrednost. 
Presežna vrednost je vezana na kapitalizem; profit ni. Profit je na primer obstajal že pri srednjeveških trgovcih, ki pa ga ne moremo enačiti s kapitalističnim profitom, ki izhaja iz presežne vrednosti. Že sam položaj trgovskega kapitala je, na primer, drugačen; v srednjem veku je bil glavni povezovalni element med oddaljenimi kraji; glede na produkcijske obrate je bil relativno samostojna sila. Pod kapitalizmom je obstoj trgovskega kapitala posledica delitve dela znotraj kapitalističnega razreda.

## Cirkulacija kapitala
Cirkulacija kapitala se od cirkulacije blaga razlikuje, da njen začetni in končni člen ni blago, ampak denar. Pri tem je ključno, da je vsota denarja po koncu cirkulacije kapitala večja kot pred njenim začetkom. 
Cirkulacijo blaga Marx opiše s formulo B(1)-D-B(2) (B – blago, D – denar); namen cirkulacije je pridobiti blago B(2), ker to vsebuje uporabno vrednost, ki jo kupec potrebuje. Cirkulacija kapitala sledi shemi D-B-D', pri čemer velja D'>D. Glavni smoter cirkulacije kapitala za razliko od blagovne cirkulacije ni uporabna, ampak (povečana) menjalna vrednost. Kapital je tako vrednost (v denarni obliki), ki se jo vrže v cirkulacijo z namenom, da se pridobi še večja količina vrednosti.
Cirkulacija kapitala ima glede na blagovno cirkulacijo pomembno razliko. Tekom cirkulacije kapitala se količina vrednosti poveča, pri blagovni cirkulaciji pa se ne, kar vodi do vprašanja izvora te nove vrednosti.

## Alternativne razlage izvora profita
V Kapitalu Marx poda dve alternativni razlagi za izvor profita, za obe pa pokaže, da na nivoju celotne družbene ekonomije ne uspejo obrazložiti izvora profita. Obe razlagi imata po Marxu namreč ključno pomanjkljivost, da profit izpeljujeta iz porazdelitve že obstoječe vrednosti, zaobideta pa vprašanje, od kod izhaja nova vrednost.

### Menjava ne-ekvivalentov
Prva razlaga je v menjavi ne-ekvivalentov (odstopanja od zakonov blagovne menjave, ki predpostavljajo menjavo ekvivalentov), ki ima dve različici. 
Prva različica obravnava možnost kupovanja pod vrednostjo ali prodajanja nad vrednostjo. Ta razlaga odpove z opazovanjem celotne cirkulacije kapitala, ne zgolj ene transakcije. Cirkulacija kapitala namreč sestoji tako iz nakupa kot prodaje, kar pomeni, da isti kapitalist opravlja obe vlogi; kar mu koristi kot prodajalcu, mu škoduje kot kupcu (tj. prodajanje nad vrednostjo) in obratno. 
Druga različica upošteva to protislovje, a vseeno izvor profita vidi v menjavi ne-ekvivalentov. To verzijo lahko enostavno povzamemo kot poslovno goljufanje; "Posestnik A (...) odere svoja tovariša B in C do kosti, medtem ko mu ta dva pri najboljši volji ne moreta tega povrniti." Takšen pristop lahko pojasni izvor profita na nivoju individualnega kapitalista, ne pojasni pa izvora profita na nivoju celotne družbe Kar naš kapitalist pridobi z goljufijo, njegov poslovni partner izgubi; neto razlika je enaka nič, obstoj družbenega profita pa je še vedno nepojasnjen. Če se takšen pristop uporabi na nivoju vsakega kapitala, je to le na drugačen način izražena prvotna različica; prodajanje nad vrednostjo/kupovanje pod vrednostjo.

### Zunanji vir  nove vrednosti
Druga razlaga vira nove vrednosti je, da je ta vir zunanji. Ta vir predpostavlja razred, ki ničesar ne proizvaja, je pa njegova funkcija, da troši, s to potrošnjo pa vnaša novo vrednost v cirkulacijo (Marx kot primer takšnega razreda navede aristokracijo). Temeljni problem pri tem zunanjem viru pa je, da ta še vedno ne pojasni vira te zunanje vrednosti. Obstoj aristokracije, ki zgolj troši, na primer še vedno ne pojasni izvora njenega dohodka (če lahko troši, mora imeti tudi dohodek). »Izvoz« vira vrednosti na zunanji dejavnik tako še vedno ne pojasni izvora profita, saj je v tem primeru treba razjasniti sam zunanji vir. Zunanji vir vrednosti ima tako enak problem kot menjava ne-ekvivalentov; oba pristopa obravnavata redistribucijo že obstoječe vrednosti, ne pojasnita pa, kako se ustvari nova vrednost.

## Izvor presežne vrednosti
Presežna vrednost, ki v prvotnem pomenu pomeni razliko med začetno in končno velikostjo kapitala (med D' in D), je za svojo realizacijo sicer vezana na cirkulacijo, ampak iz te cirkulacije ne izhaja. Izvor presežne vrednosti Marx pojasni z s pomočjo definicije menjalne vrednosti blaga kot povprečne količine človeškega dela, potrebnega za proizvodnjo danega blaga (natančneje: je izraz tega dela). Če se med cirkulacijo kapitala poveča količina vrednosti v obtoku, je razlog v tem, da je v tej cirkulaciji kapitala bilo realizirano novo delo.
To pa pojasni le povečano količino vrednosti, ne pa tudi izvora profita (še vedno je predpostavljena menjava ekvivalentov). Ključno je še, da ta profit ne izhaja iz lastnega dela kapitalista, ampak iz njegovega lastništva kapitala (vrednosti, ki s tem postane kapital).

### Mezdno delo
V središče produkcije vrednosti je delovna sila oziroma sposobnost človeka, da z delom proizvede nek produkt (če se ta produkt proda na trgu, s tem  blago). Ključni pogoj, ki omogoča produkcijo presežne vrednosti, je razlika med vrednostjo delovne sile in količino dela, ki ga ta delovna sila realizira v produkcijskem procesu.
Kapitalist ima v lasti produkcijska sredstva, a za cirkulacijo kapitala, da se dejansko ustvari nova vrednost, potrebuje delovno silo. Ta na trgu obstaja v obliki mezdnega delavca, ki je osebno svoboden (tj. ni vezan na specifičnega izkoriščevalca), a hkrati nima v lasti produkcijskih sredstev, zato se mora za preživetje zaposliti pri kapitalistu. Mezdni delavec posledično kapitalistu oddaja svojo delovno silo v najem, v zameno pa dobi mezdo. 
Višina mezde pa ni določena glede na delo, ki ga delavec realizira, ampak glede na vrednost delovne sile. Vrednost delovne sile pa ima enako definicijo kot vsako drugo blago; kot količina dela, potrebnega za njeno reprodukcijo, pri čemer reprodukcija pomeni, da delavec ostane živ in dovolj pri močeh, da ostane delovno sposoben (Marx pod reprodukcijo delovne sile šteje tudi vzdrževanja potomstva). 
Mezda tako ni plačilo za delo, ampak za delovno silo, ravno ta razlika pa omogoča produkcijo presežne vrednosti, ne da bi pri tem bili kršeni zakoni blagovne menjave. Razliko med realiziranim delom (vrednostjo, ki jo je delavec ustvaril) ter vrednostjo delovne sile (mezdo) namreč kapitalist pospravi v lastni žep. To stori kot lastnik produkcijskih sredstev (kot na primer, orodja, tovarne, surovin...), zaradi česar si kapitalist tudi prilasti vso proizvedeno blago, s tem pa tudi vso ustvarjeno vrednost.

## Potrebno in presežno delo
Živo delo, realizirano tekom cirkulacije kapitala, se deli na dva dela; potrebno in presežno delo. Potrebno delo ustvari vrednost, ki jo delavec dobi nazaj v obliki mezde (to se imenuje tudi variabilni kapital, z oznako v); vrednost, ki jo ustvari presežno delo, si kapitalist prisvoji kot presežno vrednost (oznaka pv), ne da bi mu za to bilo treba dati karkoli v zameno. 
Tako kot živo delo se tudi delovni čas deli na potrebni in presežni delovni čas (oz. delovni dan). Tekom potrebnega delovnega dneva mezdni delavec ustvari vrednost, ki jo v obliki mezde dobi za lastno reprodukcijo; presežni delovni dan brezplačno nameni kapitalistu. 
Potrebni in presežni delovni dan nista časovno ločena in sta posledično tudi v samem produkcijskem procesu neločljiva; v tej značilnosti se kapitalistični način produkcije pomembno razlikuje od  fevdalizma, kjer je tlaka (tj. presežno delo za fevdalca) fizično in časovno ločena od kmetove lastne reprodukcije. Mezdni tako ne more postaviti ločnice, kdaj dela zase, kdaj pa za kapitalista; v vsakem trenutku se potrebno in presežno delo prepletata. Razlika med njima pride do jasnega izraza šele v denarni obliki, ko je produkcijski proces že zaključen. Razmerja med potrebnim in presežnim delovnim dnevom je izključno kvantitativno, to razmerje pa tvori osnovo za mero presežne vrednosti, ki določa stopnjo izkoriščanja delovne sile.

## Mera presežne vrednosti
Opisano razmerje med potrebnim in presežnim delom je osnova za določanje mere presežne vrednosti, ki jo Marx imenuje tudi stopnja eksploatacije delovne sile. Mera presežne vrednosti pove, kolikšen delež ustvarjene vrednosti si prisvoji kapitalist kot presežno vrednost; definirana je kot razmerje presežnega dela nasproti potrebnemu delu. Matematično se to izrazi kot Mera presežne vrednosti = (presežno delo)/(potrebno delo).
Mero presežne vrednosti se da izraziti tudi z vrednostmi; enačba za mero presežne vrednosti (pv') je v tem primeru  {\displaystyle pv'=(pv)/(v)}. Večja kot je mera presežne vrednosti, večji del novo ustvarjene vrednosti ostane kapitalistu kot presežna vrednost. Ponazorjeno na primerih: pv'= 100% pomeni, da polovica vse ustvarjene vrednosti ostane kapitalistu kot presežna vrednost; ob pv'= 200% sta to dve tretjini, ob pv'=50% pa ena tretjina. 
Če je pv'=∞, si vso vrednost prisvoji kapitalist kot presežno vrednost, ob pv'=0 pa vsa vrednost ostane delavcu (živo delo je enako veliko kot variabilni kapital). Oba stanja pa sta le hipotetična; zgornje meje izkoriščanja so določene z mejami produkcije absolutne in relativne presežne vrednosti (opisane spodaj), spodnjo mejo pa je v kapitalizmu nemogoče doseči, ker bi s tem izginila tudi presežna vrednost, ki je za funkcioniranje kapitala ključna.

### Mera presežne vrednosti in profitna mera
Mera presežne vrednosti ni sopomenka za profitno mero. Razlika med obema je, da v meri presežne vrednosti nastopa izključno živo delo, medtem ko profitna mera vključuje tudi vrednost, ki se v cirkulaciji kapitala le reproducira (tj. konstantni kapital, oznaka k). Enačba za profitno mero (p') je {\displaystyle p'=(pv)/(k+v)}, zaradi konstantnega kapitala (k) v imenovalcu pa je profitna mera nižja od mere presežne vrednosti. 
Za mero presežne vrednosti velikost konstantnega kapitala ni pomembna; pomembna je le delitev živega dela na potrebno in presežno delo. nN to delitev velikost že obstoječe vrednosti (konstantnega kapitala) ne vpliva, saj kapitalist črpa presežno vrednost izključno iz živega dela. Iz tega razloga Marx za stopnjo eksploatacije delovne sile ne uporabi profitne mere, temveč mero presežne vrednosti.

## Absolutna in relativna presežna vrednost
Razlika med absolutno in relativno produkcijo presežne vrednosti je v njenem vplivu na velikost potrebnega dela. Absolutna produkcija poveča maso presežne vrednosti z neposrednim podaljšanjem presežnega delovnega časa; najbolj tipičen primer absolutne produkcije presežne vrednosti je podaljševanje delovnega dneva (ali druge poljubne enote, kot npr. delovnega tedna). Relativna produkcija presežne vrednosti nasprotno poveča obseg presežne vrednosti tako, da zmanjša potrebni delovni čas, razlika pa se premakne v prid presežnemu delovnemu času, kar se da doseči na tri načine; z zbijanjem cene delovne sile (tudi pod njeno vrednost), s povečano produktivnostjo delo ali pa s povečanjem njegove intenzivnosti.  
Ponazorjeno na primeru. Če delovni dan traja 8 ur in je razdeljen na 4 ure potrebnega in 4 ure presežnega delovnega časa, bi podaljšanje delovnega dneva na 10 ur bila primer absolutne produkcije presežne vrednosti (4 ur potrebnega in 6 ur presežnega dela). Če se zaradi povečane produktivnosti potrebni delovni čas skrajša na 3 ure, se ob nespremenjenem 8-urnem delovnem dnevu presežni delovni čas poveča na 5 ur. 

### Omejitve produkcije presežne vrednosti
Tako absolutna kot relativna produkcija presežne vrednosti imata zgornje meje. Pri absolutni produkciji presežne vrednosti je najvišja omejitev fizikalna, da je dan omejen na 24 ur, kar omejuje dolžino delovnega dneva, ki ga kapitalist lahko naloži delavcu. Tudi relativna produkcija presežne vrednosti ima materialne omejitve. Glavna omejitev je podana produktivnost dela, ki določa obseg (potencialnega) presežnega delovnega časa. Večja kot je produktivnost delavca, manj časa ta potrebuje za izdelavo posameznega izdelka; posledično se zmanjša tudi delovni čas, potreben za njegovo lastno reprodukcijo oziroma potrebni delovni čas.
Tako relativna kot absolutna produkcija presežne vrednosti imata dodatno omejitev v organiziranosti delavskega odpora. Podaljševanje delovnega dneva vodi v odpor delavcev, kar omejuje vsakršno nadaljnjo večanje absolutne produkcije presežne vrednosti (tj. daljšanja delovnega dneva). Enako velja za povečanje intenzivnosti dela pri relativni produkciji presežne vrednosti; ob organiziranem delavskemu odporu bo kapitalist prisiljen opustiti namere.

### Absolutna in relativna presežna vrednost – medsebojni vpliv
Produkcija absolutne in relativne presežne vrednosti nista medsebojno izključujoči ali neodvisni spremenljivki. Nasprotno je povsem realen scenarij, da se povečujeta produkcija tako absolutne kot relativne presežnosti. To pomeni, da se istočasno povečujeta tako delovni dan kot delovna intenzivnosti; z drugimi besedami, da se dela dlje in hitreje. Daljšanje delovnega dneva in večanje intenzivnosti produkcije pa se medsebojno omejujeta (dolg in intenzivni delovni dan postaneta medsebojno izključujoča). Na dolgi rok se med njima vzpostavi obratno sorazmerje. Tako krajšanje delovnega dneva vodi v večjo intenzivnost dela, kar je tudi eden izmed pomembnejših proti-ukrepov kapitala za vzdrževanje profitne mere ob krajšanju delovnega dneva (izgube v absolutni kompenzira z relativno presežno vrednostjo).

## Presežna vrednost in posebni profit
Marx s konceptom presežne vrednosti kot izvorom profita ne zanika vpliva ponudbe in povpraševanja in s tem nihanja cen. Stanju konkurence pripisuje funkcijo, da ta povzroči odstopanja v profitnih merah posameznih kapitalov; ob popolni konkurenci bi profit še vedno obstajal, iz česar zaključi, da konkurenca ni mehanizem, ki bi zadovoljivo (ali sploh) obrazložil izvor profita.
Po Marxu na makro nivoju, torej z vidika celotnega družbenega kapitala, profita ni mogoče pojasniti drugače kot s presežno vrednostjo. Za profit, ki ga individualni kapital realizira zaradi ugodnih tržnih okoliščin (npr. s špekulacijo ali zaradi monopolnega položaja), Marx tako uporabi izraz posebni profit. Posebni profit je še vedno presežna vrednost, s to razliko, da ni bila producirana pod obravnavanim kapitalom. Posebni profit je vprašanje porazdelitve presežne vrednosti znotraj kapitalističnega razreda (vključno z zemljiškimi posestniki) in je relevanten na nivoju posameznih kapitalov ter pri opisovanju njihovih medsebojnih odnosov (npr. monopolov), ni pa relevanten za izvora profita kot takega (na nivoju celotne kapitalistične ekonomije).